# هانو تورونن
هانو تورونن (فنلاندی: Hannu Turunen؛ زادهٔ ۲۴ ژوئن ۱۹۵۶) بازیکن فوتبال اهل فنلاند بود.
از باشگاه‌هایی که در آن بازی کرده‌است می‌توان به باشگاه فوتبال کوپیون پالوسئورا اشاره کرد.
وی همچنین در تیم ملی فوتبال فنلاند بازی کرده‌است.